# Tóch
Il tóch, detto anche toc, tóc, o tocch, è un piatto della cucina comasca a base di polenta, che costituisce una delle più antiche specialità culinarie di Bellagio.
Il nome (termine del dialetto comasco) deriva dal fatto che si mangia con le mani, dunque si "tocca".
Per via della quantità di burro e formaggio necessari, il toc era un piatto ricco, adatto a festeggiare le occasioni speciali.

## Preparazione
Gli ingredienti sono: farina gialla (farina di mais), acqua, burro e formaggio fresco locale ("formagèla").
- Si cuoce la polenta (miscela di farina gialla e acqua) nel paiolo ("culdiröö");
- si incorporano, servendosi del "rödech" (un apposito bastone di legno), burro e formaggio.

## Consumazione
Il tóch si consuma servendosi unicamente di un cucchiaio di legno (che, nelle occasioni di festa — come per Sant'Antonio abate, santo patrono di Casate — viene inciso come souvenir dagli artigiani locali) e delle mani: col cucchiaio di legno, si prende una porzione di tóc direttamente dal paiolo comune, situato al centro della tavola (di norma per questo rotonda), e la si porta alla bocca con le mani, dopo averla appallottolata.
Si accompagna usualmente il tóch:
- con i misultin (o misultìtt), gli agoni del lago essiccati e pressati;
- con la gallina bollita ripiena fredda;
- o col salame nostrano.

### Le bevande
Per quanto riguarda le bevande, si consiglia un vino rosso — che, tradizionalmente, viene bevuto dal "mèz a müsón" (ovvero, tutti dalla stessa brocca).

### I dolci
Dopo il pasto, i dolci più comunemente serviti sono:
- la "miascia", tipica torta bellagina, fatta con farina gialla, uva passa, frutta secca, mele e pere;
- il "pan meino", fatto con farina bianca e gialla, uova, burro, latte e fiori di sambuco;
- oppure il "paradèl", una cialda di farina bianca, latte e zucchero, fritta nell'olio.

### Il ragèl
Come digestivo, è norma preparare il "ragèl":
- si svuota il paiolo del tóch;
- vi si scaldano vino rosso, liquori vari, chiodi di garofano, frutta a pezzi e zucchero;
- si beve molto caldo.